# Скорняков, Константин Васильевич
Константин Васильевич Скорняков (14 сентября 1902 года, Симбирск — 1 июня 1959 года, Москва) — советский военный деятель, генерал-лейтенант танковых войск (1944 год).

## Начальная биография
Константин Васильевич Скорняков родился 14 сентября 1902 года в Симбирске, ныне город Ульяновск.
Работал заведующим мастерскими и преподавателем специальных предметов профессионально-технической школы в Алатыре (Симбирская губерния).

## Военная служба

### Довоенное время
В ноябре 1924 года был призван в РККА и направлен красноармейцем в 13-й стрелковый полк (5-я стрелковая дивизия, Белорусский военный округ), где в мае 1926 года был назначен на должность политрука роты. С января 1928 года служил в составе 2-го стрелкового полка (1-я стрелковая дивизия) на должностях политрука роты и помощника начальника полковой школы по политчасти.
В июне 1931 года Скорняков был направлен на учёбу в Военно-техническую академию имени Ф. Э. Дзержинского, но после окончания первого курса в мае 1932 года был переведён в Военную академию механизации и моторизации, после окончания которой в сентябре 1937 года был назначен на должность командира 74-го танкового батальона (стрелковая дивизия, Северокавказский военный округ), в июне 1938 года — на должность командира 6-го легкотанкового, а затем — на должность командира 28-го танкового полка, после чего принимал участие в боевых действиях в ходе советско-финской войны.
В июне 1940 года Скорняков был назначен на должность помощника командира 7-й легкотанковой бригады, а в сентябре — на должность командира 11-го танкового полка (6-я танковая дивизия, Северокавказский военный округ).

### Великая Отечественная война
С началом войны Скорняков находился на прежней должности.
С 1 сентября.1941 по 30 апреля 1942 майор Скорняков командир 56 танковой бригады. В марте 1942 бригада в боях около Владиславовки. 21 марта отдаёт приказ наступать на Корпеч.
В ходе Боевых действиях на Керченском полуострове 13 марта 1942 года войска Крымского фронта вновь предприняли попытку наступления. В полосе 51-й армии 398-я и 236-я стрелковые дивизии при поддержке 39-й и 56-й танковых бригад перешли в наступление на Киет, Хан-Оба, но после небольших успехов, откатились назад. При этом с 13 по 19 марта 1942 года 56-я танковая бригада потеряла 88 танков (56 было подбито, 26 — сгорело, 6 — подорвались на минах).
В июне 1942 года и до 31 октября 1942 на должности командира 40-й танковой бригады, в ноябре — на должность заместителя командующего, в апреле 1943 года — на должность командующего бронетанковыми и механизированными войсками 16-й армии, а в октябре — на должность командира 16-го танкового корпуса, который находился в резерве Ставки Верховного Главнокомандования в районе Льгова на доукомплектовании.
В декабре 1943 года Скорняков был назначен на должность командующего бронетанковыми и механизированными войсками 1-го Прибалтийского фронта, после чего принимал участие в ходе боевых действий во время Городокской, Белорусской, Витебско-Оршанской, Полоцкой наступательных операций и Шяуляйской, Прибалтийской и Восточно-Прусской наступательных операций. 24 февраля 1945 года 1-й Прибалтийский фронт был упразднён, его войска сведены в Земландскую группу войск, после чего были включены в состав 3-го Белорусского фронта, а генерал-лейтенант Скорняков был назначен на должность командующего бронетанковыми и механизированными войсками этого фронта.

### Послевоенная карьера
После окончания войны Скорняков в июле 1946 года был назначен на должность командующего бронетанковыми и механизированными войсками Прибалтийского военного округа.
В марте 1947 года был направлен на учёбу на высшие академические курсы при Высшей военной академии имени К. Е. Ворошилова, которые в апреле 1948 года окончил с отличием и был назначен на должность командующего бронетанковыми и механизированными войсками Приморского военного округа, в мае 1953 года — на эту же должность в Прибалтийском военном округе, в феврале 1954 года — на должность помощника командующего войсками этого же округа по танковому вооружению, в июне 1957 года — на должность заместителя, а в марте 1958 года — на должность 1-го заместителя начальника Военной академии бронетанковых войск.
Генерал-лейтенант танковых войск Константин Васильевич Скорняков умер 1 июня 1959 года в Москве.

## Награды
- Орден Ленина;
- Два ордена Красной Знамени;
- Орден Кутузова 1 степени;
- Два ордена Суворова 2 степени;
- Орден Красной Звезды;
- Медали.

## Память
- На могиле установлен надгробный памятник.
- Имя воина увековечено в Главном Храме Вооружённых сил России, и навсегда запечатлено на мемориале «Дорога памяти»[4].